# Proscriptor
Emperor Proscriptor Magikus beziehungsweise Sir Proscriptor McGovern, meist kurz Proscriptor genannt (bürgerlich Russ R. Givens) ist ein US-amerikanischer Musiker und Okkultist und der Betreiber von Tarot Productions. Bekannt ist es insbesondere als Schlagzeuger der Band Absu, wobei sein Schlagzeugspiel als Wurzel der Kompositionen dient.

## Biographie
Der gebürtige Armenier Givens kam im Alter von 13 Jahren über einen Freund mit Peyote und Aleister Crowleys The Book of Thoth in Berührung, was seine metaphysischen Vorstellungen und sein Bewusstsein veränderte; darin und in seinem Bezug zum eigenen schottisch-irischen Hintergrund sieht er die Ursprünge seines Interesses an Okkultismus und keltischer Mythologie.
Givens’ erste Band Ossuarist wurde Mitte 1990 gegründet; diese spielte Death Metal/Grindcore und veröffentlichte die Demoaufnahme Themes of Intussusception. Aus Ossuarist entstand im Oktober 1991 die Death-/Doom-Metal-/Grindcore-Band Magus. In dieser schrieben sowohl er als auch der Bassist Ray Barrera die Texte, darunter der von Aleister Crowley und dem Tarot inspirierte zu The Magus auf. Auch das unikursale Hexagramm auf dem Cover von Ruminations of Debauchery weist auf Thelema-Einflüsse hin.
1992 wurde Proscriptor Mitglied bei der 1989 unter dem Namen Dolmen gegründeten Band Absu und bei Equimanthorn; auch hier finden sich thelemische Einflüsse, beispielsweise die Verwendung des unikursalen Hexagramms auf dem Label der Tara-CD und Zitaten aus dem Book of Thoth in Teilen des Lieds Fantasizing to the Third of the Pagan Vision (Quoth the Sky, Nevermore Act II) vom Debütalbum Barathrum : V.I.T.R.I.O.L. und im Tara-Beiheft. In den späten 1990er Jahren wurde er außerdem Schlagzeuger bei Judas Iscariot. 2001 spielte er Intro und Outro einer Thornspawn-Mini-LP ein.
Aufgrund privater Probleme verließ Proscriptor 2001 Absu kurzfristig. Im Februar 2002 absolvierte er ein Vorspiel bei Slayer als neuer Schlagzeuger, kehrte jedoch danach zur Band zurück, die Equitant allerdings zuvor verlassen hatte. Zwar hatte die Band mittlerweile mit dem Schreiben von Songs für das nächste Album begonnen, aber die Motivation der verbliebenen Mitglieder erreichte ihren Tiefpunkt, als Proscriptor sich im Sommer 2002 auf Grund eines Unfalls das linke Handgelenk brach. Einige orthopädische Chirurgen waren wenig optimistisch, was Proscriptors Fähigkeit, künftig Schlagzeug zu spielen, anging. Während seines Heilungsprozesses wurde er durch maßgefertigte Gipsverbände unterstützt und konnte danach sogar besser Schlagzeug spielen als vor dem Bruch. Danach flog er in die Niederlande und nach Schweden, um mit Melechesh das Album Sphynx aufzunehmen. Als er im Januar 2003 nach Dallas zurückkehrte, war Shaftiel, das letzte verbliebene Gründungsmitglied von Absu, aus der Band ausgestiegen. Proscriptor führte Absu zunächst nicht fort, sondern widmete sich seiner Rolle als Vater und nahm außerdem zwei Alben mit Equimanthorn und eins mit Starchaser Network auf, war Mitglied der kurzlebigen Band The Turning, was er als Fehler bezeichnet, spielte mit Melechesh auf einem Festival und gründete Tarot Productions. 2007 reformierte er Absu, aufgrund des Desinteresses von Equitant und Shaftiel führt er die Band in einer neuen Besetzung ohne sie fort.

## Diskographie
mit Ossuarist
- 1991: Themes of Intussusception

mit Magus
- 1992: Ruminations of Debauchery (Demo/EP; Eigenveröffentlichung/Torched Records)

mit Absu
- 1993: Barathrum : V.I.T.R.I.O.L. (Gothic Records)
- 1994: Fantasizing to the Third of the Pagan Vision (Quoth the Sky, Nevermore) auf Morbid Tunes of the Black Angels - Part I (The Way of Force)
- 1995: The Sun of Tiphareth (Osmose Productions)
- 1995: ...And Shineth Unto the Cold Cometh (EP; Osmose Productions)
- 1995: Never Blow Out the Eastern Candle auf World Domination I (Osmose Productions)
- 1997: The Third Storm of Cythraul (Osmose Productions)
- 1997: Of Celtic Fire, We Are Born / Terminus auf World Domination II (Osmose Productions)
- 1998: In the Eyes of Ioldánach (EP; Osmose Productions)
- 1998: Transylvania auf A Call to Irons: A Tribute to Iron Maiden (Dwell Records)
- 1998: The Gold Torques of Ulaid auf Gummo (Soundtrack) (Domino)
- 2000: Hallstattian Swords (EP; Blood, Fire, Death Productions)
- 2001: Tara (Osmose Productions)
- 2001: Deathcrush auf Originators of the Northern Darkness – A Tribute to Mayhem (Avantgarde Music)
- 2005: Mythological Occult Metal: 1991-2001 (Best Of: Osmose Productions)
- 2006: The Gold Torques of Uláid / Akhera Goiti Akhera Beiti auf The Dark Psyche (The End Records)
- 2007: L’attaque du tyran: Toulouse, le 28 avril 1997 (Live-EP; Agonia Records)
- 2007: The Gold Torques of Uláid (Split-Single mit Demonical; Temple of Darkness Records)
- 2008: Speed n’ Spikes Vol. II (Split-EP mit Rumpelstiltskin Grinder; Relapse Records)
- 2009: Absu (Candlelight Records)
- 2011: Abzu (Candlelight Records)

mit Equimanthorn
- siehe Equimanthorn (Band)#Diskografie

mit Proscriptor
- 1995: The Venus Bellona (Cruel Moon International)
- 1997: The Serpentine Has Risen (Dark Age Productions)
- 2004: Thoth Music(k) (EP; Tarot Productions)
- 2008: 726 (Tarot Productions)

mit Usurper
- 2000: Necronemesis (Gesang bei Full Metal Maelstrom; Necropolis Records)

mit Melechesh
- 2001: Djinn (Osmose Productions)
- 2003: Sphynx (Osmose Productions)

mit Desaster
- 2007: 666 – Satan’s Soldiers Syndicate (Metal Blade Records, Iron Pegasus Records)